# إدي س. كامبل
إدي س. كامبل (بالإنجليزية: Eddie C. Campbell)‏ هو مغني أمريكي، ولد في 6 مايو 1939 في دنكان في الولايات المتحدة، وتوفي في 20 نوفمبر 2018 بسبب الأمراض الدماغية الوعائية.

## وصلات خارجية
- إدي س. كامبل على موقع ميوزك برينز (الإنجليزية)
- إدي س. كامبل على موقع ديسكوغز (الإنجليزية)